# オスカルーサ (アイオワ州)

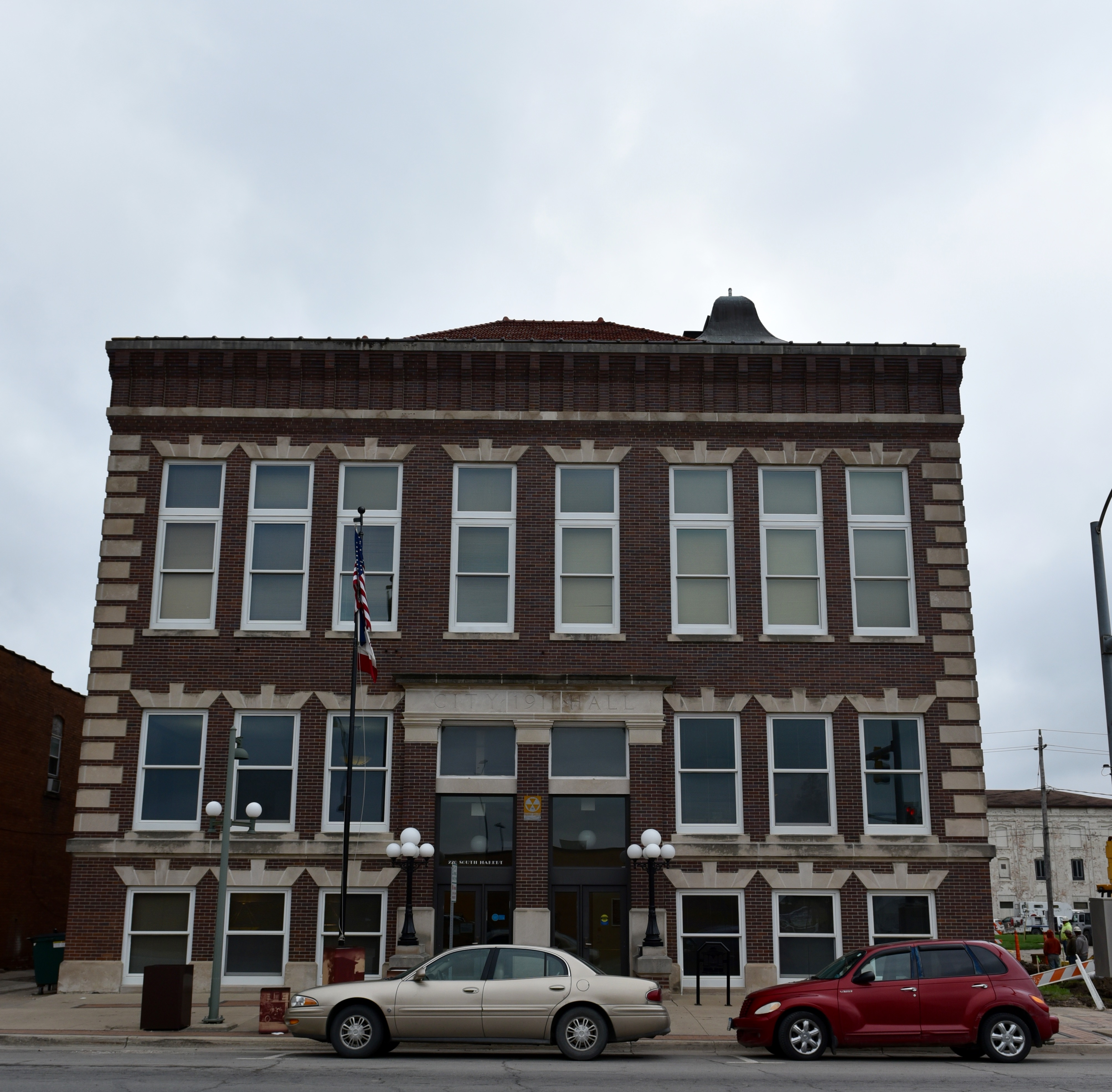
市役所

オスカルーサ（Oskaloosa）は、アメリカ合衆国アイオワ州の都市。マハスカ郡の郡庁所在地である。人口は1万1558人（2020年） 。州都デモインの東100キロメートルに位置している。

## 歴史
19世紀初頭ミズーリ準州時代にオランダ系移民によって開拓が進められ、現在でも食文化にオランダの影響を色濃く残している。地名にもオランダ由来のものが多数多数ある。

## オスカルーサ出身の人物
- フランク・F・フレッチャー
- ビル・S・バリンジャー